# Masao Uchino
Masao Uchino (jap. 内野正雄 Uchino Masao; ur. 21 kwietnia 1934 roku w prefekturze Kanagawa, zm. w kwietniu 2013) – japoński piłkarz, reprezentant kraju.

## Kariera klubowa
Od 1957 do 1969 roku występował w klubie Furukawa Electric.

## Kariera reprezentacyjna
Karierę reprezentacyjną rozpoczął w 1955, a zakończył w 1962 roku. W sumie w reprezentacji wystąpił w 18 spotkaniach. Został powołany do kadry na Igrzyska Olimpijskie w 1956 roku.

## Statystyki
| Reprezentacja Japonii | Reprezentacja Japonii | Reprezentacja Japonii |
| Rok                   | Mecze                 | Gole                  |
| --------------------- | --------------------- | --------------------- |
| 1955                  | 4                     | 1                     |
| 1956                  | 3                     | 1                     |
| 1957                  | 0                     | 0                     |
| 1958                  | 1                     | 0                     |
| 1959                  | 4                     | 1                     |
| 1960                  | 1                     | 0                     |
| 1961                  | 2                     | 0                     |
| 1962                  | 3                     | 0                     |
| Razem                 | 18                    | 3                     |